# L'Étrangère intime

L’Étrangère Intime (The Intimate Stranger, également connu sous le titre Finger of Guilt) est un film britannique réalisé par Joseph Losey sous le pseudonyme de Alec C. Snowden, sorti en 1956.

## Synopsis
Reginald 'Reggie' Wilson a dû quitter les États-Unis à la suite d'une affaire de mœurs avec la femme de son patron. Une fois arrivé en Angleterre, il réussit à faire ses preuves au sein d'un studio de cinéma et en devient un cadre important. Marié à la fille du directeur et travaillant sur un projet de film appelé Eclipse, sa vie bascule lorsqu'il commence à recevoir des lettres d'une autre femme qui affirme avoir été son amante, alors qu'il n'en garde aucun souvenir. 

## Fiche technique
- Titre : L’Étrangère Intime
- Titre original: The Intimate Stranger ou Finger of Guilt
- Réalisateur : Joseph Losey sous le nom de Alec C. Snowden
- Scénario : Howard Koch sous le nom de Peter Howard
- Photographie : Gerald Gibbs
- Direction artistique : C. Wilfred Arnold
- Montage : Geoffrey Muller
- Musique : Trevor Duncan
- Production : Alec C. Snowden
- Maisons de production : Anglo-Guild Productions et Merton Park Studios
- Pays de production : Angleterre
- Langue : anglais
- Format : Noir et Blanc - 35 mm -  1.37 : 1 - Son Mono
- Durée : 95 minutes et 84 minutes pour la version TCM
- Genre : Drame
- Date de sortie : 
  - Angleterre : juin 1956
  - États-Unis : 17 octobre 1956

## Distribution
- Richard Basehart : Reginald 'Reggie' Wilson
- Mary Murphy : Evelyn Stewart
- Constance Cummings : Kay Wallace
- Roger Livesey : Ben Case
- Faith Brook : Lesley Wilson
- Mervyn Johns : Ernest Chaple
- Vernon Greeves : George Mearns
- André Mikhelson : Steve Vadney
- David Lodge : Sergent Brown
- Basil Dignam : Docteur Gray
- Grace Denbigh Russell : Mme Lynton
- Joseph Losey : Metteur en scène
- Garfield Morgan (en) : Serveur
- Marianne Stone : La secrétaire Miss Cedrick
- Peter Veness : Policier
- Frederic Steger : Barman

## Autour du Film
- Le réalisateur Joseph Losey et le scénariste Howard Koch étant tous deux blacklistés aux États-Unis depuis l'époque du Maccarthysme, des pseudonymes ont été utilisés afin de mener le film à son terme, alors même que le film est anglais et non américain.
- Joseph Losey réalise dans ce film un caméo en incarnant un metteur en scène dans un studio.